# Oh! You Pretty Things
Oh! You Pretty Things è un brano musicale scritto dall'artista inglese David Bowie, seconda traccia dell'album Hunky Dory del 1971.
Ancor prima di essere registrata per l'album ne venne realizzata una cover da Peter Noone, ex cantante degli Herman's Hermits, che raggiunse il 12º posto nella Official Singles Chart.

## Descrizione
(David Bowie, Melody Maker, gennaio 1972)
Oh! You Pretty Things fu una delle prime tracce di Hunky Dory ad essere composte e inizialmente venne scritta con l'idea di farla registrare al cantautore statunitense Leon Russell. Fu probabilmente anche la prima canzone composta da Bowie al pianoforte piuttosto che alla chitarra dal momento che ne fu realizzato un demo negli studi di Radio Luxembourg verso la fine del 1970.
«Non riuscivo a dormire», disse in seguito il cantante, «erano circa le quattro del mattino. Mi ero svegliato con questa canzone che mi ronzava in testa. Mi sono dovuto alzare dal letto e suonarla, per liberarmene e tornare a dormire».
Bowie torna su un territorio già esplorato l'anno precedente in The Supermen, nel quale aveva immaginato l'avvento imminente di una razza di uomini superiori con spiccati richiami alla filosofia di Friedrich Nietzsche. Il concetto viene ribadito in Oh! You Pretty Things, in cui le "cose graziose" del titolo rappresentano una specie più evoluta che alla fine stabilirà il proprio dominio soppiantando l'homo sapiens, secondo alcune fonti un possibile riferimento al periodo nazista e al desiderio di una razza pura su cui Bowie tornerà pochi anni dopo.
("voi cose carine" è un calco che in italiano non vuol dire niente. In inglese "pretty things" è l'equivalente di un vezzeggiativo che in italiano si potrebbe rivolgere a dei graziosi bebè.)
Negli "Homo Superior" si ritrovano riferimenti all'occultismo di Aleister Crowley e al racconto di fantascienza The Coming Race, scritto nel 1871 da Edward Bulwer-Lytton, nel quale viene descritta una specie molto progredita di quasi-umani che vivono nelle profondità della Terra e la cui civiltà superiore ha bandito le guerre, il crimine e le disuguaglianze. Durante la sua prima intervista per Melody Maker, rilasciata a Michael Watts nel gennaio 1972, Bowie disse che l'imminente razza di superuomini doveva essere guardata con ottimismo: «Saranno in grado di realizzare tutte le cose che noi non riusciamo a fare». Tenendo presente la sua passione per la fantascienza di serie B, è curioso notare che The Homo Superior in seguito divenne il nome della generazione di giovani telepatici protagonisti della serie The Tomorrow People, trasmessa dal 1973 al 1979 dal network ITV.
Il riferimento principale sembra essere tuttavia diretto al romanzo Le guide del tramonto di Arthur C. Clarke, in cui una razza superiore di extraterrestri giunge sulla Terra e pone fine ad ogni ostilità. Mentre i bambini evolvono in esseri superiori con facoltà paranormarli e si fondono con la suprema mente aliena per intraprendere un nuovo viaggio galattico, la generazione adulta rimane confinata nella propria normalità e si autoelimina.
Anche il nuovo ruolo paterno di Bowie potrebbe aver giocato un ruolo nella stesura del brano (il figlio Duncan sarebbe nato pochi mesi prima dell'uscita di Hunky Dory) interpretabile come una raffigurazione di ansia paterna e agitazione generazionale, una specie di coming out di un uomo che guarda di nascosto i bambini felici che giocano in strada, consolandosi del fatto che saranno condannati a loro volta. Il cantante rivelò durante la campagna promozionale dell'album: «La mia reazione all'annuncio che mia moglie era incinta rientrava negli archetipi del comportamento "da papà". Oh, diventerà un altro Elvis. La canzone contiene tutto questo più una spruzzata di fantascienza».
Nel 1976, nel corso di un'altra intervista accennò anche all'aspetto più oscuro della canzone: «Moltissime canzoni in realtà hanno a che fare con qualche forma di schizofrenia, o con problemi di Id intermittente, e "Pretty" era una di esse».

## Formazione
- David Bowie - voce, pianoforte.
- Mick Ronson - chitarra, cori
- Trevor Bolder - basso
- Mick Woodmansey - batteria
- Rick Wakeman - pianoforte[10]

## Oh! You Pretty Thingsdal vivo
Dopo la partecipazione alla puntata di Top of the Pops del 27 maggio 1971 in cui Bowie accompagnò al pianoforte Peter Noone, Oh! You Pretty Things fu eseguita nelle sessioni BBC registrate il 3 giugno, anche se la performance non venne trasmessa, il 21 settembre in un medley con Eight Line Poem e il 22 maggio 1972.
Nei tour ufficiali Oh! You Pretty Things non ha mai rappresentato un classico e venne inclusa solo nella scaletta di alcune serate dell'Aladdin Sane Tour a partire dal maggio 1973, in un medley con Wild Eyed Boy from Freecloud e All the Young Dudes.
Tra le altre occasioni in cui è stata eseguita dal vivo da ricordare il Glastonbury Fayre del 23 giugno 1971, il festival al Friars Club di Aylesbury del successivo 25 settembre e il programma televisivo The Old Grey Whistle Test di BBC Two, registrato l'8 febbraio 1972 e trasmesso solo nell'estate 1982, nel quale Bowie cantò in playback con i futuri Spiders from Mars accompagnandosi al pianoforte.

## Pubblicazioni
Il brano si trova in alcune raccolte di greatest hits e album live:
- ChangesTwoBowie (1981)
- Ziggy Stardust - The Motion Picture (1983)
- Ziggy Stardust and the Spiders from Mars (1984, VHS)
- The Singles Collection (1993)
- The Best of David Bowie 1969/1974 (1997)
- Bowie at the Beeb (2000)
- Best of Bowie (2002, anche nel DVD)
- The Platinum Collection (2005)
- Nothing Has Changed (2014)

## Cover

### Cover di Peter Noone
(Roy Carr e Charles Shaar Murray a proposito della cover di Peter Noone)
La cover realizzata da Peter Noone, alla quale David contribuì col pianoforte e la voce di accompagnamento, venne pubblicata il 30 aprile 1971 e raggiunse il 12º posto in classifica nel Regno Unito, diventando di fatto il brano di Bowie di maggior successo dopo Space Oddity nonché la sua prima canzone ad entrare nelle classifiche australiane.
Noone si mise anche al sicuro da eventuali censure radiofoniche cambiando il verso «the Earth is a bitch» («la Terra è una puttana») in «the Earth is a beast» («la Terra è una bestia»), tanto che lo stesso Bowie commentò: «Non so se Peter si rende conto del vero significato della canzone. Riguarda il concetto di Homo Superior».

#### Tracce
1. Oh! You Pretty Things – 3:04 (Bowie)
2. Together Forever – 2:35 (Peter Noone)

### Altre cover
- i Jun Jun Clinic in Sound + Vision: The Electronic Tribute to David Bowie del 2002
- i Classic Rock String Quartet in The Bowie Chamber Suite - A Classic Rock Tribute to Bowie del 2004
- Seu Jorge in The Life Aquatic Studio Sessions del 2005
- Carl Barât in Under the Influence del 2005
- gli Amorette in .2 Contamination: A Tribute to David Bowie del 2006
- gli Harvey Danger nell'EP Little Round Mirrors del 2006
- Dylan Roth in Hero - The MainMan Records Tribute to David Bowie del 2007
- le Au Revoir Simone in Life Beyond Mars - Bowie Covered del 2008
- Kelley Dolan in Molly Ozone del 2008
- i Gangi in We Were So Turned On: A Tribute To David Bowie del 2010 (digital release)
- la Tedeschi Trucks Band in Let Me Get By del 2016 (deluxe edition)
- Lisa Hannigan in Legion (2017) nel sesto episodio della prima stagione[13]